# Željka Preksavec
Željka Preksavec (* 19. Juni 1960 in Zagreb) ist eine in Jugoslawien geborene Schauspielerin.

## Biografie
Preksavec besuchte von 1979 bis 1982 die Hochschule für Musik und Darstellende Kunst in Stuttgart und schloss dort ihre Ausbildung zur Schauspielerin ab. Bereits als junge Schauspielerin wurde sie für ihre Doppelrolle in Ernst-Jürgen Dreyers Drama Das Double von der Theaterzeitschrift Theater heute als beste Nachwuchsschauspielerin nominiert. Am Bonner Schauspielhaus war Preksavec 13 Jahre festes Ensemblemitglied. Sie war sowohl in Kinofilmen zu sehen als auch in zahlreichen Rollen im Fernsehen, so unter anderem in mehreren Tatorten, in den Serien Der Lehrer, Danni Lowinski, Lena Lorenz und Unter uns sowie 2012 in der Literaturverfilmung Ruhm nach Daniel Kehlmanns gleichnamigem Roman.
Für ihre Hauptrolle der Mutter Stanka Petrovic in Dennis Todorovićs komödiantischem Kriminaldrama Sascha von 2010 wurde Prekasavec 2011 auf dem Festival de la Luna in Valencia als beste Schauspielerin ausgezeichnet. In der Tragikomödie Schwester Weiß arbeitete sie 2015 erneut mit Todorović zusammen. Sie spielte dort die schwäbische Ordensschwester Martha, die immer wieder mit ihrer von Lisa Martinek verkörperten Schwester Helene aneinandergerät, und sich zudem mit der von Beatrice Richter gespielten Schwiegermutter Helenes auseinandersetzen muss.
Željka Preksavec, die in Bonn lebt, arbeitet auch als Coach und Dozentin, so unter anderem an der Hochschule für Musik und Tanz in Köln.

## Filmografie (Auswahl)
- 1993: Medisch Centrum West (Fernsehserie, Folge De herinnering)
- 1994: Stadtklinik (Fernsehserie, Folge Die Erinnerung)
- 1994: Die Wache (Fernsehserie, Folge Von Muskeln und Mäusen)
- 1994, 2019: Lindenstraße (Fernsehserie, 2 Folgen Fremde Heimat und Der Fisch in der Steckdose)
- 2000: Tatort: Trittbrettfahrer
- 2003: Tatort: Der Prügelknabe
- 2007, 2019: Aktenzeichen XY … ungelöst (Fernsehreihe, 6 verschiedene Episodenfilme)
- 2009: Bes (Kurzfilm)
- 2009, 2017: Der Lehrer (Fernsehserie, Folgen Leon und Wusste gar nicht, dass Sie so’ne Dramaqueen sind)
- 2010: Sascha (Sasha)
- 2011: Neander-Jin: The Return of the Neanderthal Man
- 2012: Ruhm
- 2013: Danni Lowinski (Fernsehserie, Folge Sie ist ein Model und sie sieht gut aus)
- 2013: Heiter bis tödlich: Zwischen den Zeilen (Fernsehserie, Folge Frau auf der Couch)
- 2014: Tatort: Mord ist die beste Medizin
- 2014: Sein gutes Recht (Fernsehfilm)
- 2015: Schwester Weiß
- 2015: Aus der Kurve
- 2016: Hotel Heidelberg (Fernsehserie, 2 Folgen Kramer gegen Kramer und Kommen und gehen)
- 2017: The Forest Full of Rabbits (Kurzfilm)
- 2019: Der Koch ist tot (Fernsehfilm)
- 2019–2020: Lena Lorenz (Fernsehserie, 4 Folgen)
- 2019: Unter uns (Fernsehserie, 3 Folgen)
- 2020: Tatort: Funkstille
- 2022: Mord mit Aussicht (Fernsehserie)

## Auszeichnungen
Quelle: Castupload.de
- 1983: Volksbühnentaler für die Rolle des Gretchen in Goethes Faust 1
- 1984: Beste Schauspielerin in Münster
- 1989: Nominierung als beste Nachwuchsschauspielerin des Jahres durch Theater heute für Das Double
- 2011: Auszeichnung als beste Schauspielerin für die Rolle der Stanka in Sascha auf dem Festival de la Luna in Valencia